# Чудомир Кантарджиев
Чудомир Петров Кантарджиев, наричан Чудото, е български революционер, войвода на Вътрешната македоно-одринска революционна организация.

## Биография
Кантарджиев е роден в град Сливен на 23 септември 1883 година. Завършва гимназия в Сливен и става учител в Бургаско. От 1902 година е студент в Софийския университет, където се включва в дейността на Вътрешната организация. През 1904 година прекъсва образованието си и влиза в четата на Яне Сандански. От 1906 година е окръжен ревизор на четите в Серски революционен окръг и нелегален член на Серския окръжен революционен комитет.
Кантарджиев е част от така наречените санданисти, приближените на Сандански, които настояват за децентрализация на ВМОРО. Той подкрепя Сандански при убийството на задграничните представители на ВМОРО Иван Гарванов и Борис Сарафов. Заедно с другите санданисти Кантарджиев активно участва в Младотурската революция от 1908 година. Легализира се и през 1909 година е учител в Българското педагогическо училище в Сяр. По-късно през същата година, със стипендия отпусната му от Младотурското правителство следва инженерство в Лозана, Швейцария.
При избухването на Балканската война през 1912 година се завръща в България и става войвода на Неврокопската партизанска чета на Македоно-одринското опълчение. По-късно служи в щаба на 15 щипска дружина. Награден е със сребърен кръст с корона.
След края на Първата световна война в 1918 г. се установява да живее в родопското село Лъджене (днес квартал на Велинград) и е част от кръга на Гьорче Петров, противопоставящ се на дейците около Тодор Александров. След убийството на Тодор Александров, поради съмнение, че Кантарджиев е замесен в него ЦК на ВМРО му издава смъртна присъда и той е убит по време на така наречените Горноджумайски събития, на 17 септември 1924 година в Пловдив, където се е укрива. Според Пецо Трайков убиецът му е Дончо Зафиров.